# Maxime Du Camp

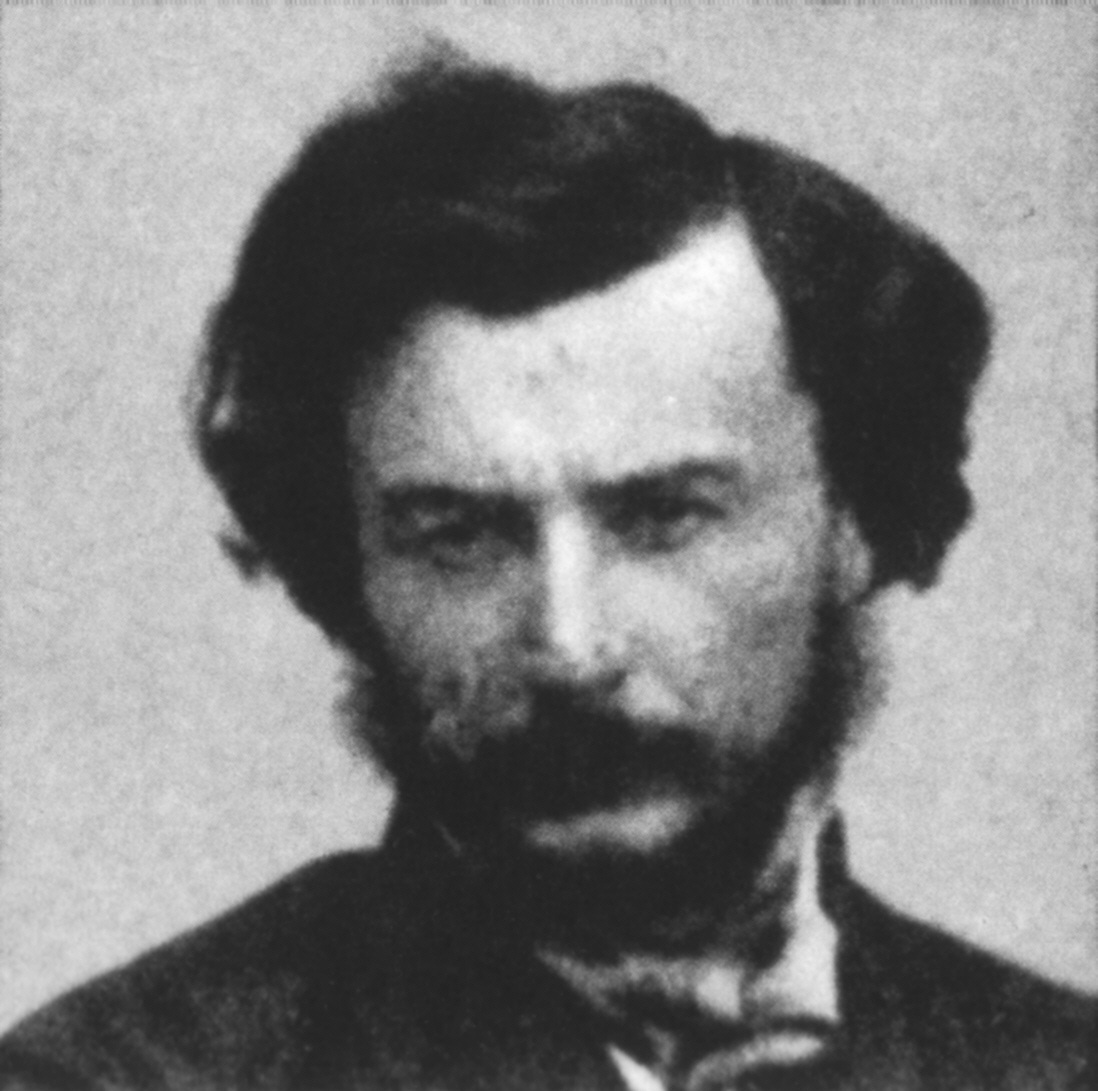
Maxime Du Camp, zeitgenössische Kalotypie

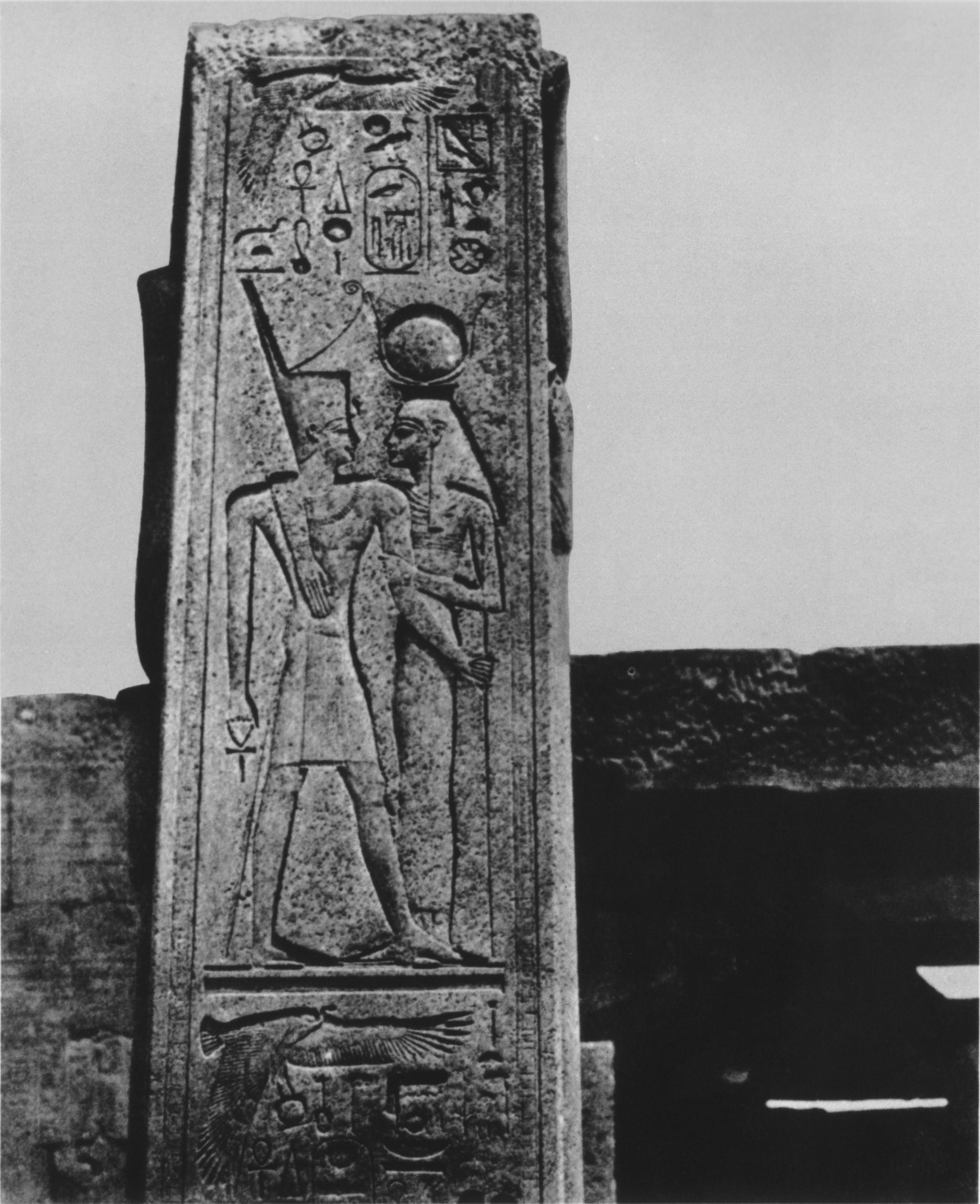
Stele von Karnak, Ägypten, um 1850 von Maxime Du Camp

Maxime Du Camp (* 8. Februar 1822 in Paris; † 8. Februar 1894 in Baden-Baden, Deutschland) war ein französischer Schriftsteller, Journalist und Fotograf.

## Leben und Werk
Maxime Du Camp war und ist eine Art Schattenfigur der französischen Geschichte. Er wurde am 8. Februar 1822 in Paris in eine wohlhabende, aus Spanien stammende Familie geboren.
Du Camp bereiste bereits als junger Mann den Orient. Politisch aktiv, war er an der Februarrevolution 1848 beteiligt, kämpfte im Juni desselben Jahres gegen die Insurrektion und wurde dafür ausgezeichnet und belobigt.
Zunächst arbeitete Du Camp vor allem als Schriftsteller und Journalist, er begab sich auf Reisen in die Bretagne und in den Orient und schrieb darüber. Daneben interessierte er sich auch für die neue Technik der Photographie, welche ihn dann auch erneut in die Gegend um den Nil brachte.
Die Regierung Frankreichs beauftragte Du Camp 1849 mit einer groß angelegten Expedition den Nil entlang. Nach der Expedition von Jean-François Champollion übte besonders Ägypten, als wichtige Quelle der Kultur, einen starken Reiz auf französische Gelehrte und Künstler aus. Ihnen folgten die ersten Fotografen, die den Bilderhunger der Wissenschaft und der Gesellschaft im Allgemeinen systematisch bedienten. Bevor er zu seiner Ägyptenreise aufbrach, nahm Du Camp bei dem bedeutenden Fotografen Gustave Le Gray Unterricht. Du Camp und sein Begleiter Gustave Flaubert kehrten 1851 nach Frankreich zurück. Er brachte von ihrer Exkursion über 220 Papiernegative mit. Du Camp ließ sich als freier Schriftsteller in Paris nieder. Neben Gedichten und Romanen entstanden – als Auswertung der Expedition – mehrere fotografische Werke über Afrika und dem Nahen Osten; z. B. „Égypte, Nubie, Palestine et Syrie“ (1852) und „Le Nil, Égypte et Nubie“ (1854).
Nach seiner Rückkehr aus Nordafrika im Jahr 1851 fungierte er als Mitbegründer der Revue de Paris. In den folgenden sechs Jahren arbeitete er tatkräftig an der Revue mit, welche jungen Autoren die Möglichkeit bot, erstmals veröffentlicht zu werden. Vor allem bekannt aus der hauptsächlich von Du Camp geleiteten Revue de Paris sind der Artikel von Charles Baudelaire über Edgar Allan Poe sowie die Veröffentlichung von Flauberts Madame Bovary.
Du Camp war in seinen politischen Ansichten leicht beeinflussbar und sehr unbeständig. Als Revolutionär von 1848 schloss er sich 1860 der Expedition der Tausend an und marschierte unter der Leitung von Giuseppe Garibaldi nach Sizilien. Zurück in Frankreich begann er mit seinem Werk Les convulsions de Paris (Die Konvulsionen von Paris), in dem er seine Sicht des Aufstandes der Pariser Kommune schilderte, denen er die offiziellen (polizeilichen) Quellen zugrunde legte. Bei der Veröffentlichung des ersten Bandes 1875 wurde eine kontroverse Diskussion entfacht, welche – äußerst emotional geführt – erst mit dem Tod Du Camps endete.
Er setzte sich zudem für eine laizistische Pflichtschule sowie für bessere Lebensbedingungen in den Gefängnissen ein.
Daneben veröffentlichte er die Gedichtbände Chants modernes und Les Convictions und die Romane Mémoires d’un suicide und Les six aventures (1857). Am Anfang seiner journalistischen Karriere schrieb er regelmäßig für die Zeitung Journal des Débats, später wechselte er zur Revue des Deux Mondes und wurde dort einer der wichtigsten Autoren. 1880 wurde er in die Académie française aufgenommen. Galt sein Werk Les convulsions de Paris als sein bekanntestes, ist Paris, ses organes, ses fonctions et sa vie sein wichtigstes Buch. Darin beschrieb Du Camp das materielle und geistige Leben der Weltstadt seiner Zeit.
Er starb am Tag seines 72. Geburtstages, am 8. Februar 1894 in Deutschland.

## Veröffentlichungen

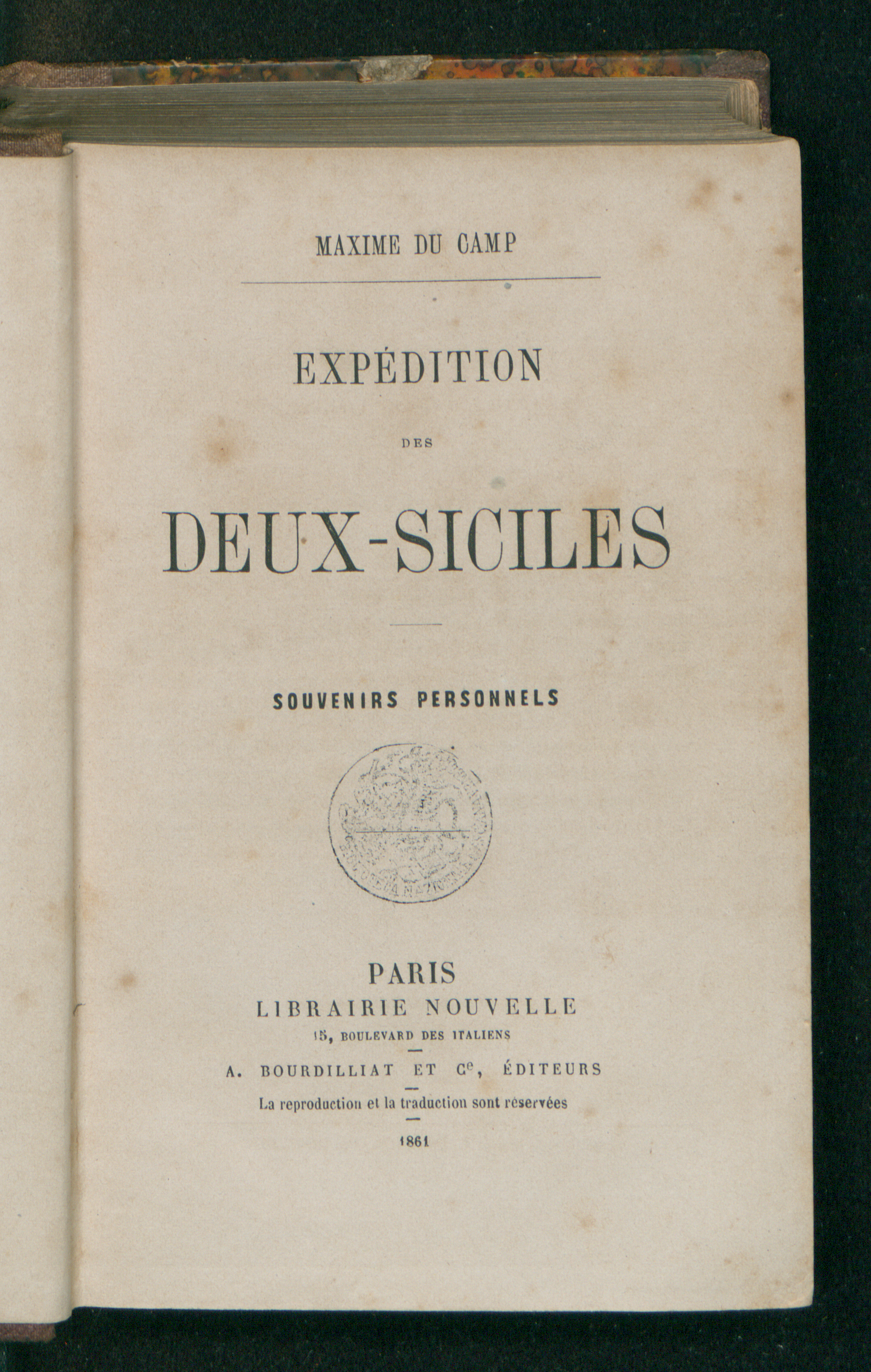
Expedition des Deux-Siciles, 1861

- Égypte, Nubie, Palestine et Syrie (1852)
- Le Nil, Égypte et Nubie (1877)
- Souvenirs et paysage d’Orient (1848)
- Les convulsions de Paris (1875/79, 4 Bde.)
- Chants modernes. Gedichte (1860)
- Les convictions. Gedichte (1858)
- Chants de la matière. Gedichte (1860)
- Mémoires d’un suicide. Roman (1853)
- Les six aventures. Roman (1857)
- L’homme au bracelet d’or. Roman (1862)
- Les buveurs de cendre. Roman (1866)
- L’eunuque, moeurs musulmanes. Roman (1856)
- Orient et Italie (1868, Reiseerinnerungen)
- Les ancètres de la commune. L’attentat Fieschi (1877)
- Histoire et critique. Études sur la révolution française (1877)
- Paris, ses organes, ses fonctions et sa vie (1869/75, 6 Bde.)
- Souvenirs littéraires (1882–83, 2 Bde.).en collaboration avec
- La charité privée à Paris (1884; deutsch, Hannov. 1884).
- Par les champs et les grèves (Voyage en Bretagne) en collaboration avec Gustave Flaubert (1886).
  - deutsch von Cornelia Hasting: Über Felder und Strände. Eine Reise in die Bretagne. Dörlemann Verlag, Zürich 2016.[3]